# Ювілей (фільм, 1944)
«Ювілей» — радянська короткометражна комедія 1944 року, знята на кіностудії «Мосфільм» за однойменною п'єсою-жартом Антона Чехова. Сценарій і постановка Володимира Петрова. На екранах з 14 липня 1944 року.

## Сюжет
Готуються урочистості з нагоди 15-річного ювілею міського комерційного банку. Голова правління Шипучін збирається виступити з доповіддю на загальних зборах вкладників. Складанням доповіді для нього зайнятий літній, дратівливий бухгалтер Кузьма Хірін, замучений важкою застудою. Бурхливі приготування перериває приїзд балакучої дружини Шипучіна, світської левиці Тетяни Олексіївни, а слідом — набридливої бабусі Мерчуткіної, дружини відставного губернського секретаря, яка починає клянчити у банкіра гроші, забраних з платні її чоловіка. В результати низки подій Шіпучін захворює нервовим розладом і торжество відкладається…

## У ролях
- Віктор Станіцин —  Андрій Андрійович Шипучін, голова банку
- Ольга Андровська —  Тетяна Олексіївна, дружина Шипучіна
- Василь Топорков —  Кузьма Миколайович Хірін, бухгалтер
- Анастасія Зуєва —  Настасья Федорівна Мерчуткіна
- Сергій Ценін —  генерал
- Володимир Грибков —  член правління
- Сергій Блинников —  швейцар
- Володимир Уральський —  член банку  (немає в титрах)
- Людмила Семенова —  шансонетка  (немає в титрах)
- Михайло Мухін —  член делегації  (немає в титрах)

## Знімальна група
- Автор сценарію і режисер-постановник: Володимир Петров
- Другий режисер: Григорій Левкоєв
- Оператор: Володимир Яковлєв
- Художники: Володимир Єгоров, Н. Галуст'ян
- Композитор: Микола Крюков
- Монтажер: Людмила Печієва